# Tijelo i duša
Tijelo i duša (mađ. Teströl és lélekröl) je mađarski dramski film iz 2017. godine, kojeg je režirala Ildikó Enyedi.

## Radnja
Mária je mlada introvertka, koja je nedavno počela raditi u klaonici u Budimpešti kao kontroler kvalitete. Svoj posao shvaća ozbiljno. Njezin šef Endre je također tiha osoba. Polako se upoznavaju i s začuđenošću shvate da imaju iste snove, u kojima se sastajaju kao jelen i košuta. Ovi snovi su jedini gdje oni mogu pokazati sve osjećaje.

## Nagrade
Film pobijedio je Zlatnog medvjeda na Berlinaleu i Europsku filmsku nagradu za najbolju žensku ulogu. Bio je također izabran mađarski kandidat za Oscara.

## Uloge
- Alexandra Borbély kao Mária
- Géza Morcsányi kao Endre
- Zoltán Schneider kao Jenő
- Ervin Nagy kao Sándor (Sanyi)
- Réka Tenki kao Klára